# Jessica Blaszka
Jessica Cornelia Francisca Blaszka (5 sierpnia 1992) – holenderska zapaśniczka walcząca w stylu wolnym. Olimpijka z Rio de Janeiro 2016, gdzie zajęła piętnaste miejsce w kategoria 48 kg.
Brązowa medalistka mistrzostw świata w 2015. Wicemistrzyni Europy w 2020 i trzecia w 2019. Dziewiąta na igrzyskach europejskich w 2015 i dziesiąta w 2019. Wicemistrzyni Europy juniorów w 2010 roku.